# A küszöbön
A küszöbön (oroszul: Накануне) Ivan Szergejevics Turgenyev orosz író harmadik, 1860-ban megjelent regénye. Cselekménye 1853-ban, a krími háború kezdetének évében játszódik.

## Címe
Az eredeti orosz cím (Nakanunye) jelentése: 'Az előestén'. Hogy minek az előestéje, azt a regényben természetesen nem mondja ki az író. Hőséül nem is orosz, hanem bolgár férfit – de cselekvő hőst – választ, aki hazája felszabadításáért akar harcolni. Élettársa, Jelena is vele tart. Az író kortársa, Dobroljubov azonban a mű kapcsán már egy lehetséges orosz forradalom előestéjére utalt tanulmányában (1860), ami távol állt Turgenyev felfogásától.

## Keletkezése
A mű megírásához Turgenyev valós történetet vett alapul. A krími háborúba induló szomszédja még 1855 előtt az írónál hagyta naplóját megőrzésre, ám a frontról nem tért vissza. A naplóból kiderült, hogy gazdája szeretett egy lányt, aki később nem őt, hanem a bolgár felszabadító mozgalom egy résztvevőjét választotta és utána ment Bulgáriába. Ebből az alapötletből készült el a regény 1859-ben és 1860-ban a Russzkij Vesztnyik című folyóiratban jelent meg.

## Tartalma

### Személyek
- Sztahova, Anna Vasziljevna (született Subina) – Subin harmadunokatestvére.
- Sztahov, Nyikolaj Artyemjevics – a családfő, egy nyugalmazott kapitány fia.
- Jelena Nyikolajevna – a lányuk, 20 éves.
- Inszarov, Dmitrij Nyikanorovics – bolgár fiatalember; szegény, de büszke, igénytelen
- Subin, Pavel Jakovlevics – 26 éves szobrász, Anna Vasziljevna rokona; öt éve, anyja halála óta a Sztahov családnál él.
- Berszenyev, Andrej Petrovics – 23 éves, Subin barátja; az egyetemet épp hogy elvégezte, tudományos pályafutás előtt áll.
- (továbbá:)
  - Zoja – fiatal társalkodónő Jelena mellett.
  - Uvar Ivaniccsal – 60 éves, Sztahovék rokona.
  - Kurnatovszkij – a Kúria titkára, őt szánják Jelena férjéül.

### Cselekménye
|  | Alább a cselekmény részletei következnek! |

1853 nyarán két fiatal feküdt a Moszkva folyó partján. Andrej Berszenyev az egyetemet most végezte el és tudományos pályafutás előtt áll. Pavel Subin nagy reményekre jogosító szobrász. A természetről és az embernek a természetben elfoglalt helyéről vitatkoztak. Azután szó esett Inszarovról, a bolgár hazafiról, akit Berszenyev barátságába fogadott és ismerőseinek is be akar mutatni. Végül sorra kerül a szerelem témája és Jelena, Sztahovék szép, fiatal lánya, aki után Subin nyíltan, Berszenyev csak titokban vágyakozik. Épp hozzájuk indulnak ebédre.
Subin öt éve, anyja halála óta él ennél a családnál. Nyikolaj Sztahov családfő egy nyugalmazott kapitány fia. A gazdag családból származó Anna Vasziljevna Subinát vette feleségül, de hamarosan unatkozni kezdett mellette. Viszonyt kezdett egy özvegyasszonnyal és most az ő társaságában unatkozik tovább. Feleségével, Anna Vasziljevnával kényeztették a lányukat, de nem sokat figyeltek rá. Jelena viszonylag szabadon nevelkedett. Gyermekkorától kezdve felzaklatták a szegények, az éhes vagy beteg emberek, állatok. 16 éves korától már önálló, de magányos életet élt. Társnak Subint kevésnek tartotta, a művészek bohémos bizonytalansága miatt. Noha Berszenyev érdekli mint okos, mélyérzésű ember, de vajon mit akar az Inszarovról szóló történeteivel? Mégis: ezek a történetek ébresztik fel Jelena érdeklődését a bolgár személyisége, hazája felszabadításának megszállottja iránt.
Inszarovról megtudjuk, hogy a törökök megölték szüleit, és ő gyermekként nagynénjéhez érkezett Oroszországba. 12 év után visszatért hazájába, ahol üldözésben volt része. Azért nem állt bosszút szülei haláláért, mert az egész nép felszabadításáért akar küzdeni, most is arra készül és kapcsolatban áll harcostársaival.
Dmitrij Inszarov az első látogatáskor alig tett benyomást Jelenára, de egy későbbi eset megváltoztatta véleményét. Többen együtt kirándultak Caricinóba, ahol egy nagy darab ember beléjük kötött, és Inszarov könnyedén elbánt vele. Jelena naplójában rögzíti vívódását és beismeri, hogy szereti D-.t, vagyis Dmitrij Inszarovot. De Inszarov váratlanul Moszkvába készül. Csak Berszenyev érti, hogy miért. A férfi korábban bevallotta, hogy ha szerelmes lenne, akkor biztosan elutazna: a személyes érzésért nem adja fel kötelességét. Ezt megtudva, Jelena maga megy Inszarovhoz, elsőként vallja be szerelmét és boldogan megígéri, hogy mindenhová követni fogja, nem tántorítja el a szülők haragja, sem a veszélyes élet.
Az apa Kurnatovszkijt, a Kúria titkárát szánja Jelena férjének. Híre jön, hogy kitört az orosz-török háború, Bulgáriából aggasztó levelek érkeznek, Inszarov készülni kezd az hazaindulásra. Egy nap megfázik, ágynak esik, egy hétig élet-halál között lebegett. Berszenyev gondoskodik róla és állapotáról gyakran értesíti Jelenát. A krízis elmúlt, de Dmitrij sokáig nem hagyja el a lakást. Jelena nem várhat rá tovább, felkeresi Inszarovot. Lelkesen beszélnek a közös jövőről, a Jelenába szerelmes Berszenyev segítségéről. Attól kezdve már nemcsak szavakban férj és feleség.
Találkozásuk a szülők tudomására jut, az apa dühöng és kérdőre vonja lányát. Igen, bevallja: Inszarov a férje, és a jövő héten Bulgáriába mennek. „A törökökhöz!” – kiáltja ijedten az anyja (vagyis az ellenséghez). Subin, a szobrász tanúja a jelenetnek.
Jobb híján Uvar Ivanicsnak, a Sztahovéknál élő idős ingyenélőnek önti ki lelkét: csodálja Jelenát és elkeseríti, hogy elhagyja az országot. 
„– Hát kit hagy itt? Kiket látott itt? Kurnatovszkijokat meg Berszenyeveket, meg magunkféléket, s még ezek a legkülönbek. Mit sajnáljon rajtuk?” Nincs még nálunk egyetlen igazi ember sem, akin megállhatna a szemünk…” csak jelentéktelen hamletkedők, vagy buták, vagy törtetők, szalmacsépelgetők… „Nem, ha okos emberek volnának köztünk, nem hagyna itt most ez a lány, ez az érzékeny lélek, nem siklana el, mint hal a vízbe! No, Uvar Ivanics! Mikor jön el a mi időnk? Mikor lesznek nálunk különb emberek?
– Várd ki az idejét – felelte – lesznek.
– Teremnek? Ó, te televény! Te áldott feketeföld! Te azt mondtad: lesznek?”
A fiatalok már Velencében vannak. Mögöttük egy nehéz út és egy hosszú betegség Bécsben. Szerbián át majd Bulgáriába mennek, csak meg kell várni a tapasztalt Rendicset, akivel átkelnek a tengeren. Velence segített Jelenának egy időre elfelejteni az utazás nehézségeit. De a Traviata előadásán a haldokló Violetta búcsúja megijeszti: – Hát nem lehet megmenteni, imádkozni? Boldog voltam... Milyen jogon?... És mi lesz az ára…? Másnap Inszarov rosszabbul lesz, és mire az elkínzott Jelena álmából felriad, Inszarov már haldoklik és meghal. Jelena az érkező Rendicset arra kéri, hogy hajóval vigye el őt és a koporsót a holttesttel férje hazájába.
Három héttel később Anna Vasziljevna búcsúlevelet kap lányától Velencéből. Jelena most indul Inszarov holttestével Bulgáriába, választott hazájába, beáll ápolónőnek a felkelőkhöz. „D. emlékéhez és élete eszméjéhez halála után is hű maradok. (…) Visszatérni Oroszországba – minek? Mit csináljak Oroszországban?”
(Epilógus). Öt év telt el. Jelena későbbi sorsa nem tisztázott. Egyesek látták fekete ruhában Hercegovinában, a gyülekező seregnél; további nyoma eltűnt. Berszenyev Heidelbergben folytat tanulmányokat; Subin Rómában dolgozik szobrain és néha levelet ír Uvar Ivanicsnak:
„Emlékszik, régen azt kérdeztem magától, lesznek-e nálunk férfiak? És maga azt felelte: lesznek. Ó, feketeföld ereje! S látja, én most innen, az én szépséges messzeségemből, újból megkérdezem magától: no, Uvar Ivanics, lesznek?”
|  | Itt a vége a cselekmény részletezésének! |

## Értelmezések
Turgenyev ebben a művében – két korábbi regényétől eltérően – energikus, elszánt embereket állít középpontba. Az 1850-es évek végén ugyanis Oroszországban mélyreható reformok készülődtek, és a felesleges emberek ideje az irodalomban is lejárt. A bolgár Inszarov elszánt, céllal és elhatározással rendelkező, cselekvésre kész egyéniség. A regény hősnője, Jelena kész mindent vállalni kettejük boldogságáért, szakít a régi életformával és morállal, még hazát is cserél.
A férfi kezdetben nem meri vállalni ezt a szerelmet (Turgenyev néhány más művében is ezt látjuk), és a határozottabb, a merészebb itt is a turgenyevi női alak, Jelena. Ő száll szembe a „sorssal”, ő dob el mindent. Miután megérti a lány önfeláldozó természetét, Inszarov sem habozik tovább és meri elfogadni, magával vinni Jelenát. A regényben érezhető, hogy az íróhoz közelebb áll Subin és Berszenyev alakja, a fiatal orosz értelmiség képviselői, de a történetben háttérbe szorulnak.
A pozitív hős alakját azonban az író csak vázlatosan rajzolta meg. Elszánt, lelkes, gyűlöli ellenségét, vállalja szerelmét, de érzelmeiről alig tudhatunk többet. El sem jut az igazi cselekvésig, mert már elindulásakor súlyos beteg. „Az igazsághoz hozzátartozik, hogy hasonlóan elvontak, élettelenek más korabeli [orosz] írók pozitívnak szánt hősei is.” Jelena – Subin által is csodált – önfeláldozása is csak idealizált hősi gesztus marad.

## Fogadtatása
A regény megjelenését a kortárs orosz kritikák nagyon vegyesen fogadták, az elismerés is mérsékeltebb volt, mint a korábbi könyvek esetében. Igaz, hogy sokkal több bírálat is jelent meg róla, mint azokról. A forradalmi demokraták vezető kritikusa, Dobroljubov Mikor jön el már az igazi nap? (Когда же придет настоящий день?, 1860) címen közreadott tanulmányában a regényt üdvözölte, de értelmezése eltért az író szándékától. „Az előeste” Turgenyev egyértelmű nyilatkozata szerint a jobbágyreform és az orosz élet új szakaszának előestéje. Dobroljubov célzásaiból viszont a korabeli olvasók megértették, hogy a kritikus a forradalom előestéjéről beszél, s arról, hogy nemsokára megjelennek az orosz Inszarovok is… (Turgenyevnek nem sikerült megakadályoznia a tanulmány megjelenését). Jelena alakját Dobroljubov a kor legjobb törekvéseinek kifejeződéseként látta. A lány szerelmére a fiatal tudós, a művész, a hivatalnok aspirál, ám Jelena nem a művészetet vagy a tudományt, hanem az állampolgári hőstettet választja. Konzervatív oldalról a regényt kemény támadások érték: Jelena viselkedését szégyentelennek és szemérmetlennek, Inszarov alakját száraznak és sematikusnak minősítették. Az írótárs, Goncsarov pedig egyenesen plágiummal vádolta Turgenyevet (más műveit is), ami tovább nehezítette helyzetét.

## Későbbi feldolgozások
- 1959-ben bemutatott azonos című szovjet-bolgár film, rendezte Vlagyimir Petrov. Magyarországon Napkelte előtt címen mutatták be.[7]

## Magyarul
- Rugyin / A küszöbön / Nemesi fészek. Elbeszélések; ford. Áprily Lajos, utószó Heller Ágnes, ill. Zádor István; Új Magyar Kiadó, Bp., 1955 (Orosz remekírók)